# Alburnoides damghani
Alburnoides damghani es una especie de pez del género Alburnoides, familia Cyprinidae. Fue descrita científicamente por Jouladeh-Roudbar, Eagderi, Esmaeili, Coad & Bogutskaya en 2016.
Se distribuye por Irán. Se cree que habita en Cheshmeh-Ali, en un manantial con grava gruesa y cantos rodados.